# Agronomska fakulteta v Zagrebu
Koordinati:   45°49′35″N, 16°01′53″E
Agronomska fakulteta (izvirno hrvaško Agronomski fakultet u Zagrebu), s sedežem v Zagrebu, je fakulteta, ki je članica Univerze v Zagrebu.